# Morti nel 947
| Questa pagina contiene informazioni ricavate automaticamente dalle voci biografiche con l'ausilio del template Bio e di un bot. L'aggiornamento è periodico e automatico e ricostruisce completamente la pagina. Se manca una persona in questa lista, sei pregato di non aggiungerla, ma accertati piuttosto che la sua voce biografica contenga il template Bio e che i dati anagrafici siano correttamente compilati. Se il template Bio manca, inseriscilo tu stesso o, in alternativa, metti l'avviso {{tmp\|Bio}} che ne segnala la mancanza. Se i dati riportati sono sbagliati, correggi direttamente la voce biografica; le modifiche saranno visibili in questa lista entro pochi giorni. Per chiarimenti vedi il progetto biografie. La lista contiene solo le 5 persone che sono citate nell'enciclopedia e per le quali è stato implementato correttamente il template Bio. Pagina aggiornata al 18 mag 2025. |

- 10 aprile - Ugo di Provenza, sovrano francese (n. 880)
- 16 luglio - Fujiwara no Tadabumi, militare giapponese (n. 873)
- 19 agosto - Abu Yazid, personalità religiosa berbero (n. 873)
- 23 novembre - Bertoldo di Baviera, nobile tedesco
- Ce Acatl Topiltzin, azteco (n. 895)